# Chauncey Sparks
George Chauncey Sparks (Barbour, 8 de octubre de 1884 - Eufaula, 6 de noviembre de 1968), conocido como Chauncey Sparks, fue un abogado y político demócrata estadounidense que se desempeñó como el 41 ° gobernador de Alabama de 1943 a 1947. Hizo mejoras en la educación estatal de los blancos y amplió las escuelas y centros estatales para la agricultura. Hizo campaña a favor de la aprobación de la Enmienda Boswell a la constitución estatal, que fue diseñada para mantener a los negros privados de sus derechos políticos tras el fallo de la Corte Suprema de Estados Unidos Smith v. Allwright (1944) contra el uso de primarias blancas por parte del Partido Demócrata en los estados.
Según la constitución estatal, los gobernadores de Alabama en ese momento no podían cumplir mandatos consecutivos, por lo que Sparks dejó el cargo sin buscar la reelección. En 1950, Sparks se presentó sin éxito a la reelección como gobernador. Fue el único político soltero que se desempeñó como gobernador de Alabama en el siglo XX.

## Primeros años
Sparks nació en el condado de Barbour, Alabama, hijo de George Washington y Sarah E. (Castello) Sparks. Después de la muerte de su padre cuando Chauncey tenía dos años, la familia se mudó al condado de Quitman, Georgia donde vivía la familia de su madre. Asistió a la escuela y ayudó con la granja familiar. Sparks se graduó de Mercer University en Macon, Georgia en 1907 con una licenciatura en artes y recibió su título de abogado en 1910.
Quería regresar a Alabama y aprobó el examen del State Bar ese año, y poco después abrió un despacho en Eufaula. Era el centro comercial del condado de Barbour, que todavía tenía plantaciones prósperas y extensas controladas por blancos dentro de una población mayoritariamente negra. La mayoría de los negros habían sido privados de sus derechos electorales desde 1901, cuando el estado aprobó una nueva constitución que contenía requisitos de registro de votantes, como impuestos electorales, pruebas de alfabetización y cláusulas de abuelo, lo que resultó en la virtual exclusión de los negros del sistema político hasta después de la aprobación de la legislación federal a mediados de 1960 para hacer cumplir sus derechos constitucionales como ciudadanos. Decenas de miles de blancos pobres también fueron excluidos en ese momento y durante las décadas siguientes. En la primera mitad del siglo XX, Alabama era un estado de partido único controlado por demócratas blancos.
En 1911, Sparks fue nombrado juez del tribunal inferior del condado de Barbour por el gobernador demócrata Emmet O'Neal, cargo que ocupó hasta 1915. Se desempeñó como representante en la Legislatura de Alabama de 1919 a 1923 y de 1931 a 1939. Posteriormente se desempeñó como secretario del Comité Ejecutivo Demócrata del Condado de Barbour de 1914 a 1918. También se desempeñó como miembro de la junta de fideicomisarios del Departamento de Archivos e Historia, en representación del Tercer Distrito Congresional.
La primera candidatura de Sparks para gobernador de Alabama fue en 1938, y fue derrotado por Frank M. Dixon.

## Carrera como gobernador
En 1942, Sparks derrotó a James E. Folsom y Chris Sherlock para ganar el puesto de gobernador, demostrando en el proceso que era "un candidato adaptable" y en contra el trabajo organizado, contra los impuestos progresivos, y cualquier cosa relacionada al New Deal.
Durante su administración, Sparks tuvo que lidiar con los efectos de una economía en tiempos de guerra y el desmantelamiento de programas orientados a la guerra al final de la Segunda Guerra Mundial. El crecimiento masivo de la industria en Alabama durante la guerra resultó en numerosos problemas laborales, por lo que fue necesario restablecer el Departamento de Trabajo del estado.
Sparks logró avances notables para la educación al duplicar las asignaciones estatales y alargar el período escolar de siete meses a ocho meses; el sistema estaba segregado y, por lo general, la legislatura estatal no financiaba la educación de los negros, al igual que otras instalaciones para negros.
Bajo su administración, la Facultad de Medicina de la Universidad de Alabama se estableció en Birmingham, que se había convertido en una importante ciudad industrial; y se abrió una escuela de silvicultura en el Instituto Politécnico de Alabama (ahora Universidad de Auburn). Debido a su experiencia agrícola, Sparks tuvo un interés especial en ayudar a los programas agrícolas del estado. Esto incluyó un aumento de las asignaciones, así como el establecimiento de varias nuevas estaciones experimentales agrícolas bajo los auspicios de la Escuela de Agricultura del Instituto Politécnico de Alabama.
Durante la administración de Sparks, se aprobó una enmienda constitucional que requería que la legislatura estatal se reuniera cada dos años en lugar de cada cuatro años. La legislatura siguió estando dominada por los condados rurales y no se redistribuyó para reconocer los cambios en el estado y el movimiento de la población a los centros urbanos hasta mediados de siglo. Uno de los mayores logros de Sparks fue su éxito en la reducción de la deuda estatal en un 25 por ciento.

### Posturas raciales
Sparks se opuso abiertamente a lo que él denomina "usurpaciones federales" en lo que él percibía como cuestiones de derechos estatales, especialmente en relación con las relaciones raciales. Alabama, al igual que otros estados del sur, había establecido la segregación racial legal a finales del siglo XIX y principios del siglo XX; en donde se excluía a los negros de votar mediante una variedad de dispositivos y tenía a las Leyes Jim Crow como costumbre.
Durante su campaña, Sparks se comprometió a "mantener la nariz del gobierno federal fuera de los negocios de Alabama". Creía en la "segregación absoluta" y dijo que el Partido Demócrata de Alabama debería "hacer todo lo necesario para mantener un partido de blancos".
Durante su administración, los votantes de Alabama aprobaron la Enmienda Boswell, que redujo la ya limitada franquicia de los negros en el estado. Sparks había hecho una intensa campaña a favor de la enmienda, diciendo que era necesaria para evitar que "una avalancha de negros" se registre para votar como resultado del reciente fallo de la Corte Suprema de Estados Unidos Smith v. Allwright (1944) que determinó que las primarias blancas eran inconstitucionales, como se usó en Alabama y algunos otros estados para restringir el acceso a las primarias del Partido Demócrata, que eran las únicas contiendas políticas competitivas que quedaban.
En respuesta a las protestas a nivel nacional por el secuestro y la violación en grupo de Recy Taylor, una mujer afroestadounidense de Abbeville, Sparks "accedió forzadamente a iniciar una investigación" para evitar que el gobierno federal se involucre. Los seis hombres blancos que violaron a Taylor admitieron ante las autoridades lo que habían hecho, pero dos grandes jurados totalmente blancos se negaron posteriormente a acusarlos. (Como la mayoría de los negros no podían votar, fueron excluidos de los jurados).
En 2011, la Cámara de Representantes de Alabama se disculpó con Taylor en nombre del estado "por no procesar a sus atacantes" y llevarlos ante la justicia.

## Vida posterior
Sparks fue derrotado en su intento de reelección en 1950 por el demócrata Gordon Persons. Sparks dedicó el resto de su vida a la abogacía en Eufaula. Soltero de toda la vida, falleció allí el 6 de noviembre de 1968.

## Legado y honores
- Su casa ubicada en Eufaula, Alabama fue incluida en 1972 en el Registro Nacional de Lugares Históricos.[8]